# براش کریگ (ویرجینیای غربی)
براش کریگ (به انگلیسی: Brush Creek) یک منطقهٔ مسکونی در ایالات متحده آمریکا است که در شهرستان بونی، ویرجینیای غربی واقع شده‌است. براش کریگ ۲۳۵٫۹۲ متر بالاتر از سطح دریا واقع شده‌است.